# Villa Waldfriede (Darmstadt)
Die Villa Waldfriede in der Friedrich-Naumann-Straße 8 ist ein Bauwerk in Darmstadt-Eberstadt.

## Geschichte und Beschreibung
Die Villa Waldfriede wurde im Jahre 1898 erbaut.
Die dreigeschossige Hotelpension gehört stilistisch zur gründerzeitlichen Architektur.
Bemerkenswerte Details sind die aufwendigen Zierelemente an der Fassade, Brüstungen, Gesimse, Gewände, Lisenen,  Säulen, Türfüllungen, Fenstersprossen, reichgestaltete Bleiverglasungen und der Mittelrisalit mit den neubarocken Fenstern und einem neubarocken Portal.

## Denkmalschutz
Die Villa Waldfriede wurde als erstes Haus in der Villenkolonie erbaut.
Das Gebäude ist typisch für den Prunk der wilhelminischen Epoche.
Die Villa ist aus architektonischen, baukünstlerischen und stadtgeschichtlichen Gründen ein Kulturdenkmal.